# Musonia seclusa
Musonia seclusa är en bönsyrseart som beskrevs av Rehn 1913. Musonia seclusa ingår i släktet Musonia och familjen Thespidae. Inga underarter finns listade i Catalogue of Life.